# Micha
| Zwölfprophetenbuch des Tanach                                                                            |
| --- |
| - Hosea - Joel - Amos - Obadja - Jona - Micha - Nahum - Habakuk - Zefanja - Haggai - Sacharja - Maleachi |
| Namen nach dem ÖVBE                                                                                      |

Micha (hebräisch מִיכָה הַמֹּרַשְׁתִּי Mīḵā hamMōraštī, deutsch ‚Micha der Moreschtiter‘) war einer der ersten Schriftpropheten im Tanach. Seine nach ihm benannte Schrift gehört zum Zwölfprophetenbuch. Er wird zu den „zwölf kleinen Propheten“ gezählt, auch als Trei Asar (hebräisch תרי עשר) bekannt.

## Autor und Zeit

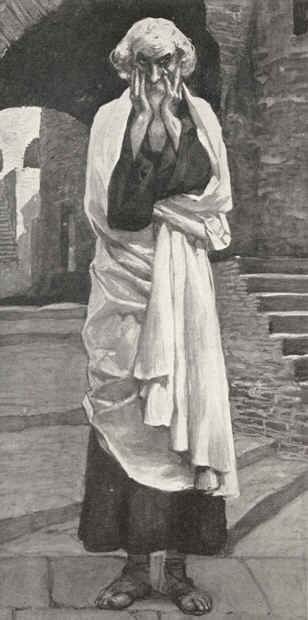
Micha (James Tissot, um 1900)

Micha wird nach seinem Herkunftsort Moreschet auch „der Moreschtiter“ (hebräisch מִיכָה הַמֹּרַשְׁתִּי) genannt (Micha 1,1 , Jeremia 26,18 ). In der griechischen Bibelübersetzung (Septuaginta) lautet die Namensform Michaias. Dies deutet darauf, dass der Name Micha nicht als Kurzform von Michael, sondern von Michaja („Wer ist wie JHWH?“) gedeutet wurde.
Er erhielt seine Offenbarungen nach Micha 1,1 während der Regierungszeit der Könige Jotam (757–736 v. Chr.), Ahas (735–725 v. Chr.), und Hiskija (725–697 v. Chr.) von Juda.

„Seine Rede, die Micha dem Moreschetiter geschah in den Tagen Jotams, Achas', Chiskijas, Könige von Jehuda, was er empfing über Samarien und Jerusalem.“

Er war also ein Zeitgenosse von Jesaja, Amos und Hosea. Mit Moreschet (Micha 1,1 und Jeremia 26,18 ) ist wahrscheinlich das Dorf in der Nähe von Gat in der judäischen Schefala gemeint.
Verse 1,1–8  dürften vor der Zerstörung Samarias durch Sargon von Assur (722 v. Chr.) entstanden sein, Verse 1,9–16  vor dem Einfall Sanheribs von Assur (701 v. Chr.)

## Thema

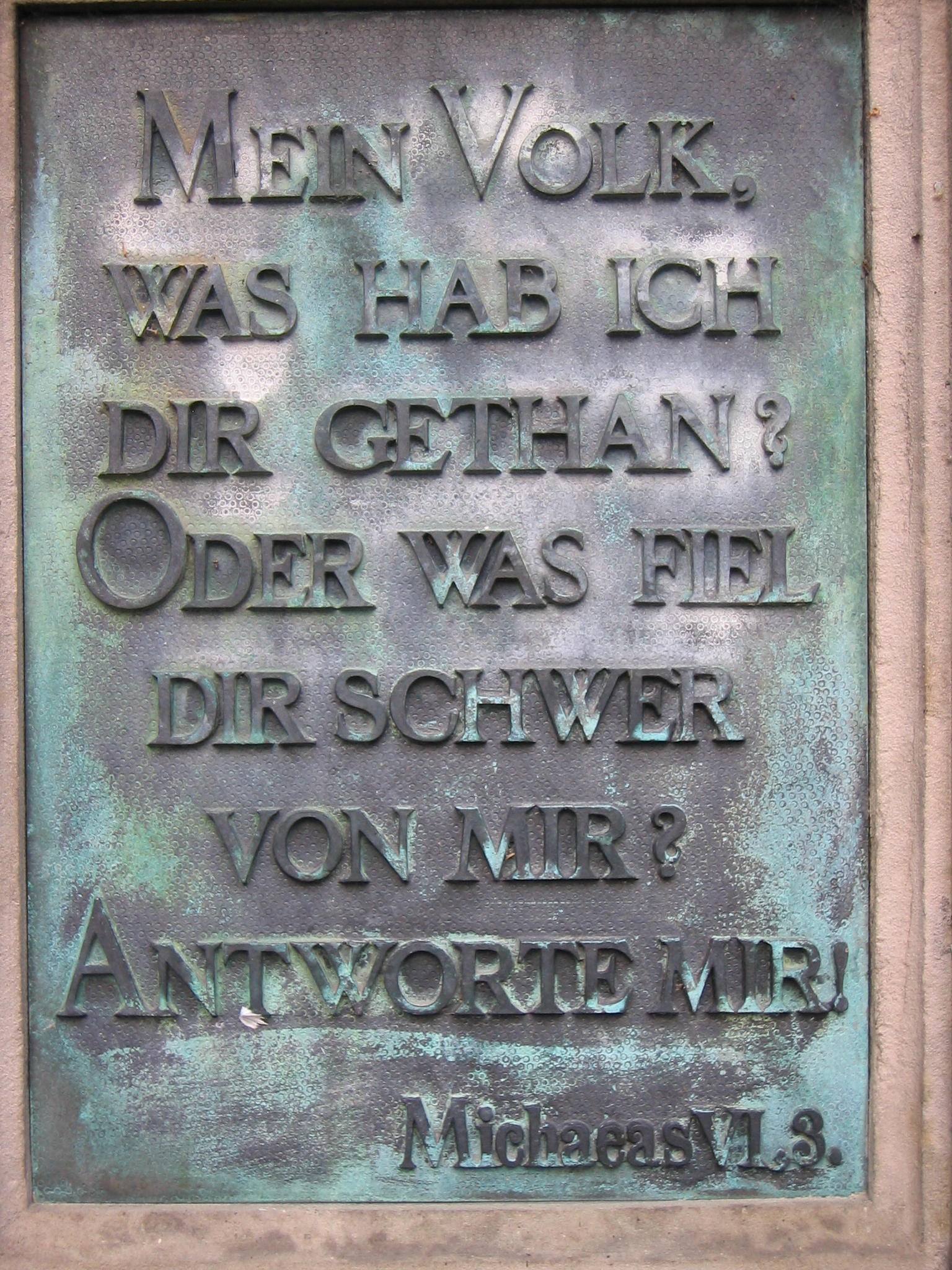
Tafel mit Zitat aus dem Buch Micha am Marienbrunnen von Julius Seitz in Freiburg im Breisgau

Michas Anklagen gegen soziale Ungerechtigkeit und religiöse Verderbtheit lassen das Thema des Amos und das seiner Zeitgenossen wieder aufleben. Obwohl er als Prophet angesehen wurde, vermied er diesen Titel, denn er wollte sich stark von den Berufspropheten abgrenzen. Seine Prophezeiungen beklagen insbesondere die gesellschaftlich schlechte Stellung der Kleinbauern  und Bürger, die durch den Staat und seinen bürokratischen Apparat unterdrückt wurden, um dessen Unterhalt zu sichern.
Im Buch Jeremia wird bezeugt, dass Michas Wort gehört wurde und seine Botschaft zur Reform Hiskias beigetragen hat (Jeremia 26,18 ff. ), und Michas Prophetie und ihre Wirkung werden als Argument gebraucht, um zu verhindern, dass Jeremia wegen einer ähnlichen Prophetie im Tanach hingerichtet wird. Manche Wissenschaftler gehen von einer nachträglichen Redaktion des Buches Micha aus, andere gehen davon aus, dass Micha das Buch selbst geschrieben hat.

## Auslegung
Die sprachliche Ähnlichkeit  zwischen Micha 4,1–3  und Jesaja 2,2–4  wirft die Frage auf, wer hier wen zitierte. Exegeten sind unterschiedlicher Ansicht, ohne klare Antworten auf beiden Seiten. Da die beiden Propheten in unmittelbarer Nähe zueinander lebten und zur gleichen Zeit prophezeiten, ist diese Ähnlichkeit verständlich.
Der in Micha 5,2  Prophezeite wird teils als der in Jesaja 7,14  angekündigte gesehen:

„[…] Seht, die Jungfrau wird ein Kind empfangen, sie wird einen Sohn gebären und sie wird ihm den Namen Immanuel (Gott mit uns) geben.“

und in Jesaja 8,3  erschienene Sohn des Jesaja angesehen:

„Dann ging ich zu der Prophetin und sie wurde schwanger und gebar einen Sohn. Da sagte der Herr zu mir: Gib ihm den Namen Maher-Schalal-Hasch-Bas!“

Christliche Quellen beziehen Micha 5,2  auf die Geburt Jesu.

## Inhalt
1. Überschrift (Mi 1,1 )

2. Gericht (Mi 1,2 –3,12)

über Samaria und Jerusalem (1,2–16 )

über die habgierigen Reichen (2,1–11 )

Verheißung des Retters (2,12–13 )

Gericht über gewalttätige Fürsten, falsche Propheten, gewinnsüchtige Priester (3,1–12 )

3. Das künftige Heil (Mi 4,1 –5,14)

Der Berg des Herrn im Friedensreich (4,1–8 )

Babylonische Gefangenschaft und Wiederherstellung (4,9–14 )

Kommen des Retters (5,1–14 )

4. Der Herr rechtet mit Israel (Mi 6,1 –7,20)

Die Forderung Gottes (6,1–8 )

Sünden Jerusalems und Strafe Gottes (6,9–16 )

Folgen der Sünde: Zerstörung jeder Gemeinschaft (7,1–6 )

Hoffnung und Gottes Hilfe (7,7–17 )

Lob der Barmherzigkeit Gottes (7,18–20 )

## Wichtige Stellen
- Prophezeiung der Geburt des Gesalbten (Messias) in Bethlehem:

„1 Und du, Bethlehem Efrata, die du klein bist unter den Tausenden in Juda, aus dir soll mir der kommen, der in Israel Herr sei, dessen Ausgang von Anfang und von Ewigkeit her gewesen ist. 2 Indes lässt er sie plagen bis auf die Zeit, dass die, welche gebären soll, geboren hat. Da wird dann der Rest seiner Brüder wiederkommen zu den Israeliten. 3 Er aber wird auftreten und sie weiden in der Kraft des Herrn und in der Hoheit des Namens des Herrn, seines Gottes. Und sie werden sicher wohnen; denn er wird zur selben Zeit herrlich werden bis an die Enden der Erde. 4 Und er wird der Friede sein. Wenn Assur in unser Land fällt und in unsere festen Häuser einbricht, so werden wir sieben Hirten und acht Fürsten dagegen aufstellen.“

- Motto des Deutschen Evangelischen Kirchentags 1995

„Es ist dir gesagt, Mensch, was gut ist und was der Herr von dir fordert, nämlich Gottes Wort halten und Liebe üben und demütig sein vor deinem Gott.“

- Wichtiges Zitat des christlichen Widerstands in der DDR, „Schwerter zu Pflugscharen“:

„1 In den letzten Tagen aber wird der Berg, darauf des Herrn Haus ist, fest stehen, höher als alle Berge und über die Hügel erhaben. Und die Völker werden herzulaufen, 2 und viele Heiden werden hingehen und sagen: Kommt, lasst uns hinauf zum Berge des Herrn gehen und zum Hause des Gottes Jakobs, dass er uns lehre seine Wege und wir in seinen Pfaden wandeln! Denn von Zion wird Weisung ausgehen und des Herrn Wort von Jerusalem. 3 Er wird unter großen Völkern richten und viele Heiden zurechtweisen in fernen Landen. Sie werden ihre Schwerter zu Pflugscharen und ihre Spieße zu Sicheln machen. Es wird kein Volk wider das andere das Schwert erheben, und sie werden hinfort nicht mehr lernen, Krieg zu führen. 4 Ein jeder wird unter seinem Weinstock und Feigenbaum wohnen, und niemand wird sie schrecken. Denn der Mund des Herrn Zebaoth hat’s geredet.“

- Belegstelle der chiliastischen Textinterpretation des 18. Jahrhunderts[3]

Micha 4,8: „Es wird deine gülden(e) Rose kommen.“ Luther übersetzte in Micha 4 Vers 8 den hebräischen Text sehr frei, die Revision der 1880er Jahre entschied sich für eine wörtlichere Übersetzung. Micha 4,8 in der Lutherbibel von 1534:

„Und du thurm Eder/eine Feste der tochter Zion/Es wird deine gülden Rose komen/die vorige herrschafft/das Königreich der tochter Jerusalem.“

Martin Luther schrieb neben den Text die folgende Erklärung:

„(Gülden Rose) Dein Königreich/obs wol schwechlich zu gehet/Es sol und mus doch komen/Darumb halt feste und leide dich/Es mus das creutz die Kirchen Christi geberen.“

Micha 4,8  in der revidierten Lutherübersetzung des Jahres 1984, die in der Fassung von 2017 unverändert übernommen wurde:

„Und du, Turm der Herde, du Feste der Tochter Zion, zu dir wird kommen und wiederkehren die frühere Herrschaft, das Königtum der Tochter Jerusalem.“

- Micha 6,3–4a wird zitiert in den Improperien der katholischen Karfreitagsliturgie. Lateinisch: „Popule meus, quid feci tibi? Aut in quo contristavi te? Responde mihi. Quia eduxi te de terra Ægypti [...]“.[5] Deutsch: „Mein Volk, was habe ich dir getan, womit nur habe ich dich betrübt? Antworte mir. Aus der Knechtschaft Ägyptens habe ich dich herausgeführt.“[6] Als Kirchenlied (Markus Fidelis Jäck 1817, GL 1975 Nr. 206): „O du mein Volk, was tat ich dir? Betrübt ich dich? Antworte mir! Ägyptens Joch entriß ich dich [...]“.